# Cordagalmatidae
Famille
Les Cordagalmatidae sont une famille de siphonophores (hydrozoaires coloniaux pélagiques).

## Liste des genres
Selon World Register of Marine Species (20 janvier 2019) :
- genre Cardianecta Pugh, 2016
- genre Cordagalma Totton, 1932

## Publication originale
- Pugh, 2016 : A synopsis of the Family Cordagalmatidae fam. nov. (Cnidaria, Siphonophora, Physonectae). Zootaxa, vol. 4095, n. 1, pp. 1-64 (introduction) (en).